# Wilgartaburg
Die Wilgartaburg, auch Wiligartaburg, Wilgartsburg, Wiligartisburg genannt, ist ein Kulturdenkmal einer abgegangenen Felsenburg bei dem Ort Wilgartswiesen in Rheinland-Pfalz.

## Lage
Die Reste der einstigen Höhenburg befinden sich bei Wilgartswiesen vor Rinnthal in rund 245 Meter über Normalnull auf einem Ausläufer des Göckelbergs oberhalb der Queich. Dieser linke Nebenfluss des Rheins entspringt im Wasgau, der vom Südteil des Pfälzerwaldes gebildet wird.

## Geschichte
Die Wilgartaburg ist eine der frühesten Burgen der Pfalz (vermutlich aus dem 8. oder 9. Jahrhundert). Nach ungeklärter Quelle wurde sie im späten 10. oder frühen 11. Jahrhundert von einem Abt des Klosters Hornbach zunächst als Holzburg erbaut. In salischer Zeit (11. Jahrhundert) erfolgte ein erster Steinausbau; ein weiterer im 12., ein letzter im 13. Jahrhundert. Die Burg wurde wahrscheinlich Ende des 13. Jahrhunderts zugunsten der besser gelegenen Falkenburg aufgegeben.
Einer Sage nach führte im 8. Jahrhundert hier die Gemahlin Wiligarta nach dem Tod ihres Mannes, des Gaugrafen Wernher I., ein Einsiedlerleben in Buße, um dessen ausschweifendes Leben zu sühnen. Am 16. April 828 schenkte ihre Enkelin, ebenfalls Wiligarta genannt und Tochter von Wernher II., ihren Hof „Wiligartawisa“ mit allen Feldern, Wiesen und Waldungen dem Kloster Hornbach. Von der ehemaligen Burganlage zeugen heute noch Mauerreste mit vielen Balkenlöchern und Felsenkammern. 